# Pietro Respighi
Pietro Respighi (Bologna, 22 september 1843 – Rome, 22 maart 1913) was een Italiaans geestelijke en kardinaal van de Rooms-Katholieke Kerk.
Respighi bezocht het kleinseminarie in Bologna en het groot Romeins Pius Seminarie. Hij werd op 31 maart 1866 priester wijding gewijd. Na verder studies in Rome promoveerde hij in zowel de theologie als de beide rechten.
Hij doceerde enkele jaren aan het seminarie van Bologna en werd in 1874 benoemd tot aartspriester van de Santi Gervasio e Protasio in Pieve di Budrio hetgeen hij tot 1891 zou blijven.
Op 14 december 1891 benoemde paus Leo XIII Respighi tot bisschop van Guastalla. Zes dagen later ontving hij zijn bisschopswijding uit handen van kardinaal Lucido Maria Parocchi. Vijf jaar later werd hij bevorderd tot aartsbisschop van Ferrara.
Paus Leo XIII creëerde hem kardinaal tijdens het consistorie van 19 juni 1899. De Santi Quattro Coronati werd zijn titelkerk. In 1900 werd hij benoemd tot kardinaal-vicaris voor Rome en tot prefect van de Congregatie voor de Visitaties en de Congregatie voor de residente bisschoppen.
Kardinaal Respighi nam deel aan het conclaaf van 1903 dat leidde tot de verkiezing van paus Pius X. Deze benoemde Respighi in 1910 tot aartspriester van de Sint-Jan van Lateranen, hetgeen hij tot zijn dood zou blijven.
De kardinaal overleed in 1913. Aanvankelijk werd zijn lichaam bijgezet op Campo Verano. Later werd zijn stoffelijk overschot overgebracht naar zijn titelkerk, de Santi Quattro Coronati.
- Gemeinsame Normdatei: 1209957329
- International Standard Name Identifier: 0000 0004 1718 1610
- Library of Congress Control Number: no2019050114
- Istituto Centrale per il Catalogo Unico: ANAV146487
- Virtual International Authority File: 305115038
- WorldCat: E39PBJqKdHFYvWpXktxYxWJCcP